# Głowa cukru (ostaniec)

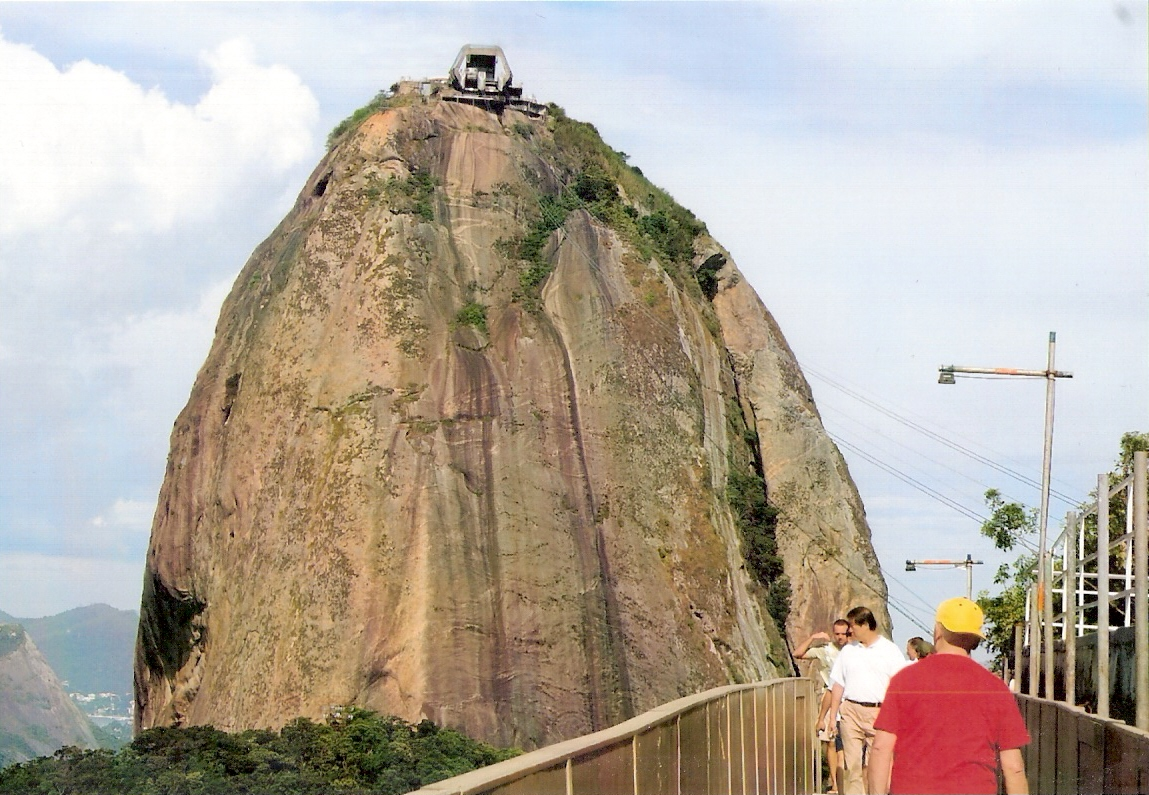
Głowa Cukru w Rio de Janeiro

Głowa cukru – kopulasta góra powstała w wyniku selektywnej i intensywnej działalności wietrzenia chemicznego w klimacie gorącym i wilgotnym. W takich warunkach skały bardziej podatne ulegają zwietrzeniu na dużą głębokość, a następnie zwietrzelina jest usuwana przez deszcze, wiatry lub rzeki. Powoduje to wyeksponowanie bardziej odpornych partii skał (zazwyczaj magmowych lub metamorficznych) w postaci samotnej góry. Zbocza takiej formy są dodatkowo chronione przed erozją przez porastający je gęsty las, co wzmacnia wyodrębnianie się wzniesienia. Głowa cukru jest formą ostańca, różniącą się od większości innych ostańców wyjątkowo dużą rolą wietrzenia chemicznego. 
Głowy cukru występują w strefie tropikalnej i subtropikalnej. Najbardziej znane: Głowa Cukru w Rio de Janeiro, Głowa Cukru na Wyspie Króla Jerzego.